# Turner County, Georgia
Turner County är ett administrativt område i delstaten Georgia, USA, med 8 930 invånare. Den administrativa huvudorten (county seat) är Ashburn. 

## Geografi
Enligt United States Census Bureau så har countyt en total area på 751 km². 741 km² av den arean är land och 10 km² är vatten.

### Angränsande countyn
- Wilcox County - nordost
- Ben Hill County - öst
- Irwin County - sydöst
- Tift County - sydost
- Worth County - sydväst
- Crisp County - nordväst